# Thuiaria stelleri
Thuiaria stelleri is een hydroïdpoliep uit de familie Sertulariidae. De poliep komt uit het geslacht Thuiaria. Thuiaria stelleri werd in 1884 voor het eerst wetenschappelijk beschreven door Kirchenpauer. 